# Мара (язык)
Мара (также лакхер) — язык народа мара, проживающего в южной части индийского штата Мизорам и прилегающих районах Мьянмы. Относится к куки-чинской группе тибето-бирманской языковой семьи. Численность носителей составляет около 47 тыс. человек — в Индии и около 37 тыс. человек — в Мьянме (на 2007 год). Ethnologue сообщает о 22 тыс. носителях в Индии и 20 тыс. — в Мьянме (на 1997 год).
В Индии многие носители владеют языком мизо либо английским. Изучается в начальной школе.